# Il buono, il matto, il cattivo
Il buono, il matto, il cattivo (좋은 놈, 나쁜 놈, 이상한 놈?, Joheun nom nabbeun nom isanghan nomLR) è un film western del 2008 diretto da Kim Ji-woon, liberamente ispirato a Il buono, il brutto, il cattivo di Sergio Leone.

## Trama
Nel deserto della Manciuria durante gli anni trenta un mercante coreano incarica un suo servitore di vendere a Kanemaru, un facoltoso banchiere giapponese, una mappa che si dice porti ad un tesoro. Il mercante intende recuperarla successivamente alla vendita, per farlo assolda il noto fuorilegge Park Chang-yi (il "cattivo"), detto anche Manchuria Kid; questi decide di rapinare con la sua banda il treno in cui viaggia il banchiere, così da nascondere il furto della mappa. L'oggetto suscita anche l'interesse della resistenza coreana anti-giapponese, che assolda il cacciatore di taglie Park Do-won (il "buono") per recuperare la mappa del tesoro; come pagamento egli avrà la taglia su Manchuria Kid. Il fuorilegge si vanta di essere il Mozzadita, un criminale che sfida altri banditi e taglia loro un dito, Do-won vuole ucciderlo non solo per la taglia ma anche perché lo considera malvagio.
I piani di tutti saltano per colpa di Yoon Tae-gu (il "matto"), un landruncolo strampalato che sale sul treno travestito da venditore di stuzzichini per arrivare indisturbato alle carrozze importanti, nello specifico quella occupata da Kanemaru, scortato da due ufficiali mancesi. Tae-gu ruba la mappa e si trova coinvolto nel deragliamento del treno messo in atto da Chang-yi, il quale causa la morte di militari giapponesi e mancesi e di civili. Tae-gu intanto scappa e spera di scoprire il segreto della mappa e trovare il tesoro sepolto dalla dinastia Qing prima della sua caduta.
Sulle sue tracce si mettono Do-won, Chang-yi con la sua banda, un gruppo di banditi mancesi il cui vice era amico di Tae-gu, l'esercito giapponese e l'esercito mancese (ovvero truppe giapponesi di stanza nella regione); come nel gioco dell'oca, i personaggi vanno avanti ed indietro a fortune alterne. Dopo una serie di peripezie, l'armata giapponese, i banditi mancesi, Do-won, Chang-yi e la sua banda inseguono Tae-gu tutti insieme nel deserto sparandosi addosso per sbarazzarsi di chiunque si frapponga tra loro e la mappa. Le forze militari del Giappone uccidono la maggior parte dei banditi, Do-won fa ritirare i militari e la banda di Chang-yi è annientata. Solo Do-won e Tae-gu riescono a raggiungere il luogo segnato sulla mappa, ma in quel luogo trovano soltanto una "miniera" e pare che il tesoro non esista.
Chang-yi arriva e decide di sistemare le cose tra i tre con uno stallo alla messicana. Tae-gu vuole tirarsene fuori, ma Chang-yi lo vuole per ragioni personali: Tae-gu è infatti il vero Mozzadita che gli ha tagliato un dito cinque anni prima in Corea. Do-won, sempre deciso ad incassare la taglia sulla testa di Chang-yi, ora è deciso a uccidere anche Tae-gu. I tre si scontrano e si feriscono gravemente; poco dopo, mentre giacciono a terra, la "miniera" si rivela essere un giacimento di petrolio, assolutamente inutile per loro. Chang-yi muore per le ferite riportate nel duello e Tae-gu tenta di farlo esplodere con la miniera, nonostante venga interrotto dai giapponesi la dinamite esplode comunque.
Tempo dopo, nella bacheca degli avvisi dei ricercati Park Chang-yi viene segnato come morto e su Yoon Tae-gu viene appesa una nuova taglia sette volte maggiore. Do-won, presente all'aggiornamento, si rimette sulle sue tracce, mentre Tae-gu corre in moto nel deserto.

## Versioni
Sono state realizzate due versioni del film: una per la Corea e l'altra internazionale. La versione coreana dura 136 minuti mentre quella internazionale 129. Il primo ha un finale più esteso, mentre il secondo (con lo stesso finale ma abbreviato) è la versione che il regista Kim Ji-woon voleva. Il sito "Movie Censorship" ha dedicato una pagina al film evidenziando le singole differenze tra le due versioni: in generale si nota che non tutte le scene tagliate in una versione sono presenti anche nell'altra.
In particolare, la versione internazionale manca di alcune scene relativamente importanti come quella in cui il "buono" viene assoldato dai coreani della resistenza anti-giapponese per recuperare la mappa sul treno, come pagamento gli viene promessa la taglia sul "cattivo" che sarà anch'egli sul treno: manca anche una sequenza del finale in cui il "buono" cerca informazioni sul "matto" dopo aver visto il nuovo avviso di taglia, ingaggiando una sparatoria (nella versione estera c'è direttamente la scena finale del "matto" che guida con i titoli di coda). Di contro, la chiacchierata notturna del "buono" e del "matto" sdraiati vicino al fuoco dura di più che nella versione coreana; inoltre alcune scene sono spostate e rimontate in altri punti.
Nel Regno Unito, secondo il volere del British Board of Film Classification, sono state tagliate tre violente cadute di cavalli, che durano in tutto 5 secondi del film, che violano la legge contro il maltrattamento di animali.

## Distribuzione
Il film, che è stato presentato fuori concorso alla 61ª edizione del Festival di Cannes, in Italia è stato proiettato nei cinema a partire dal 18 novembre 2011, distribuito da Tucker Film.

## Premi
- 2009 Asian Film Awards

Miglior attore non protagonista - Jung Woo-sung
- 2008 Sitges - Festival internazionale del cinema fantastico della Catalogna

Miglior regista - Kim Ji-woon
Migliori effetti speciali - Do-Ahn Jung
- 2008 29º Blue Dragon Film Awards

Miglior regista - Kim Ji-woon
Film più popolare
Miglior fotografia - Lee Mo-gae
Miglior scenografia - Jo Hwa-seong
- 2008 Hawaii International Film Festival

Maverick Award - Kim Ji-woon
Miglior attore non protagonista - Jung Woo-sung
- 2008 Asia Pacific Screen Awards

Miglior fotografia - Lee Mogae